# Joachim Willen
Karl Edmund Joachim (Joachim) Willén (Klockrike, 23 augustus 1972) is een Zweedse triatleet. Hij nam eenmaal deel aan de Olympische Spelen, maar won bij die gelegenheid geen medailles.
Willen deed in 2000 mee aan de eerste triatlon op de Olympische Zomerspelen van Sydney. Hij behaalde een 35e plaats in een tijd van 1:51.40,80.
Hij was aangesloten bij Motala TC.

## Palmares

### triatlon
- 1997: 6e EK olympische afstand in Vuokatti - 2:01.46
- 1997: 21e WK olympische afstand in Perth - 1:51.50
- 1998: 20e WK olympische afstand in Lausanne - 1:59.19
- 1999: 15e EK olympische afstand in Funchal - 1:50.22
- 2000: 34e WK olympische afstand in Perth - 1:54.42
- 2000: 35e Olympische Spelen van Sydney - 1:51.40,80
- 2001: 7e EK olympische afstand in Karlovy Vary - 2:05.25
- 2001: 26e WK olympische afstand in Edmonton - 1:50.12
- 2002: 28e EK olympische afstand in Győr - 1:51.47
- 2003: 7e WK olympische afstand in Karlovy Vary - 1:57.12
- 2004: 31e WK olympische afstand in Valencia - 1:51.13
- 2004: 49e WK olympische afstand in Funchal - 1:46.21
- 2004: 20e WK lange afstand in Säter - 6:09.09